# Jean Beaufils
Pour les articles homonymes, voir Beaufils.
Jean Beaufils, né le 1er septembre 1936 à Dieppe où il est mort le 12 septembre 2024, est un homme politique français, membre du PS.

## Biographie
Jean Beaufils est élu député de Seine-Maritime en 1981, réélu en 1986 et en 1988. Aux élections législatives de 1993, candidat à sa réélection dans la onzième circonscription de la Seine-Maritime, il est battu par Édouard Leveau avec 46,5 % des voix.
Il est aussi 1er vice-président de la région Haute Normandie de 1997 à 2002, adjoint au maire de Dieppe de 1977 à 2002.
Jean Beaufils meurt le 12 septembre 2024 à Dieppe à l'âge de 88 ans.

## Publication
- Avec Franck Boitelle, Les Dieppois et la mer, éditions des Falaises, 2009[3].